# Wiła

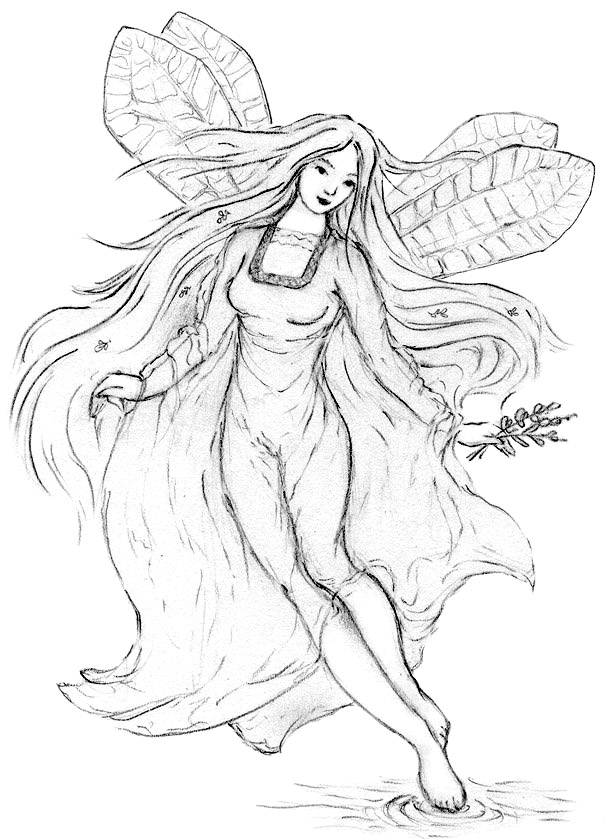
Wiła

Wiła, samowiła, samodiwa – południowosłowiański i ruski odpowiednik południcy, mamuny i rusałki. Na zachodniej Słowiańszczyźnie znana w zdegradowanej formie jako straszydło lub demon sprowadzający na ludzi obłęd.
Wiły wywodziły się z dusz zmarłych młodo dziewczyn. Zamieszkiwały lasy (samowiły), góry (zagorkinie), rzeki i jeziora (brodarice) oraz obłoki (oblakinie). Potrafiły dosiadać obłoków i przesuwać je spojrzeniem. Zazwyczaj zjawiały się w gromadach, mogły przybrać postać pięknych skrzydlatych dziewcząt o lekkich i niemal przezroczystych ciałach, nagich lub kuso odzianych, ale także koni, łabędzi, sokołów lub wilków. Czasami zmieniały się też w wiry powietrzne. Według niektórych naukowców te wiry powietrzne przyjmowały kształty węży.
Wobec ludzi wiły były nader kapryśne. Zdarzało się, że pomagały młodym mężczyznom zawrzeć małżeństwo, ostrzegały przed gradobiciem, pomagały potrzebującym rolnikom czy przepowiadały przyszłość, jednak rozgniewane potrafiły same zniszczyć pola, wywołując opady gradu, wichurę albo suszę. Bywało także, że wiły zatańcowywały na śmierć napotkanych mężczyzn, oślepiały ich lub doprowadzały do szaleństwa, sprowadzając na nich żądze niemożliwe do zaspokojenia.
W dawnym języku polskim słowo „wiła” oznaczało osobę szaloną, co jest widoczne między innymi w „Rozmowie Mistrza Polikarpa ze Śmiercią”. Według Aleksandra Brucknera mogło to wynikać z wiary w popadanie w szaleństwo ludzi, którzy ujrzeli te istoty: w niektórych językach słowo „wiła” zaczęło oznaczać demona, w innych - jego ofiarę. Być może stąd wywodzi się dzisiejsze „szaławiła” (lekkoduch).
Część badaczy uważa, że wiara w wiły jest wynikiem zapożyczenia przez bałkańskich Słowian greckiej wiary w nimfy.